# Gasteracantha falcicornis
Gasteracantha falcicornis — вид аранеоморфных пауков из семейства пауков-кругопрядов. Обитает в Восточной и Южной Африке.
Самки крупнее и красочнее чем самцы, головогрудь ярко-красного цвета с многочисленными глубокими, чёрными ямками. С каждой стороны имеются длинные, изогнутые чёрные отростки и два коротких, прямых спереди и сзади.